# Братківська Теофілія Іллівна
Братківська Теофілія Іллівна (справжнє прізвище — Братковська; 20 червня 1924, Радимно Ярославського повіту, нині Польща — 27 січня 2019) — українська оперна співачка (сопрано). Заслужений артист УРСР (1968).

## Життєпис
1944 року переселена з сім'єю у Збараж, потім переїхала до Львова.
Навчалася у Львівському музичному училищі. Вдосконалювала вокальну майстерність у Соломії Крушельницької (1948—1950 роки) опери Джакомо Пуччіні «Богема».
У 1945—1957 — артистка хору, 1957—1984 — солістка Львівського театру опери та балету, виконавець низки провідних партій.
Гастролювала в багатьох містах України, зокрема в Тернополі.